# Heliconia adflexa
Heliconia adflexa är en enhjärtbladig växtart som först beskrevs av Robert Fiske Griggs, och fick sitt nu gällande namn av Paul Carpenter Standley. Heliconia adflexa ingår i släktet Heliconia och familjen Heliconiaceae. Inga underarter finns listade.